# Friedrich Schiller
Johann Christoph Friedrich Schiller (n. 10 noiembrie 1759, Marbach am Neckar, Ducatul de Württemberg, Sfântul Imperiu Roman – d. 9 mai 1805, Weimar, Sfântul Imperiu Roman), înnobilat în anul 1802 ca Friedrich von Schiller, a fost un poet și dramaturg german, considerat unul din clasicii poeziei germane.

## Biografie
Schiller s-a născut în familia unui felcer din Marbach am Neckar în ducatul Württemberg din sudul Germaniei, care devine mai târziu administrator al grădinilor curții ducale. Friedrich Schiller studiază o perioadă în Ludwigsburg, unde îi studiază intens pe clasicii latini (Ovidiu, Horațiu, Virgiliu, Cicero). În 1773, la vârsta de 14 ani, tânărul Schiller este înrolat la ordinul ducelui Karl Eugen în Academia Militară, instituție cu cel mai desăvârșit spirit cazon, unde se va forma spiritul rebel al viitorului poet. După opt ani începe studiul medicinei, devenind în 1780 medic militar al unui regiment din Württemberg, după ce susținuse o dizertație cu titlul Über den Zusammenhang der tierischen Natur des Menschen mit seiner geistigen („Despre relația dintre natura animală și cea spirituală a omului”).

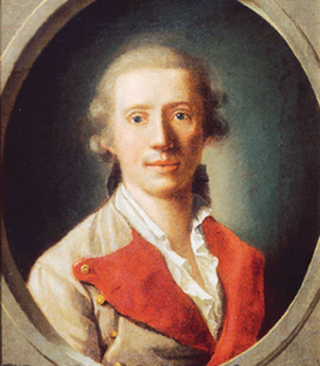
Schiller ca medic militar al regimentului de grenadieri „Augé”, 1781/1782. Tablou de Philipp Friedrich Hetsch

Încă din adolescență se simțea atras de literatură, în special de genul dramatic. Lecturile preferate vor fi Shakespeare, J.-J. Rousseau și poeții germani aparținând mișcării Sturm und Drang („Furtună și Avânt”). Curentul romantic german cu acest nume, după titlul unei drame de Klinger, a influențat începuturile literare ale lui Schiller, al cărui spirit nonconformist găsește ecou în frământările sociale ale timpului. S-a impus prin dramele sale de revoltă împotriva tiraniei, prin balade, studii de estetică și lucrări de istorie.
În 1781 publică drama Die Räuber („Hoții”), jucată cu succes un an mai târziu la teatrul din Mannheim, deschizându-i drumul spre celebritate.

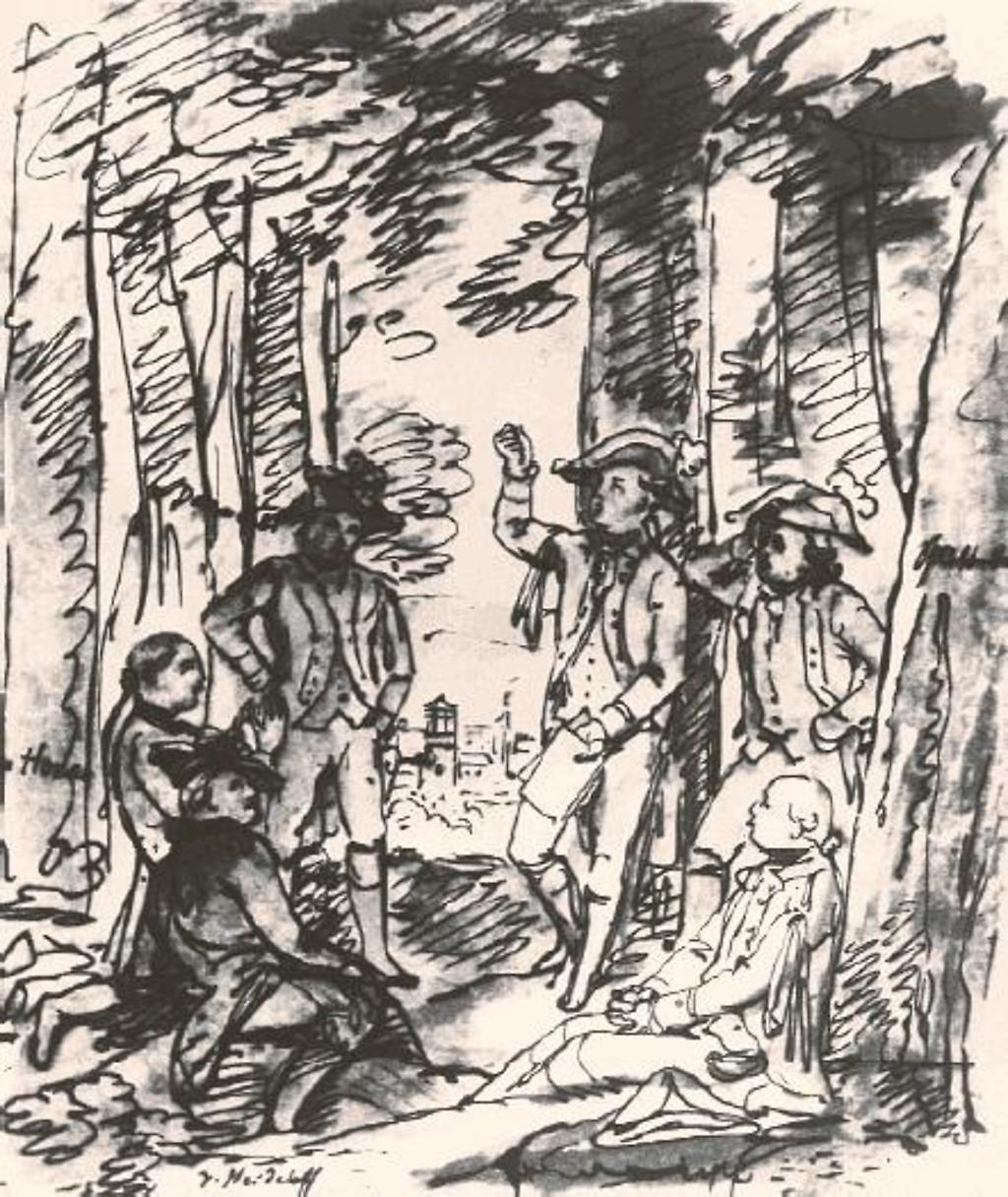
Schiller citind din drama sa „Hoții” în pădurea Bopser. Schiță de Viktor von Heideloff

Profund romantică, povestea celor doi frați cu caractere diferite excelează prin ilustrarea unor pasiuni puternice pe fundalul luptei dintre două morale și două ideologii. Spiritul revoltat al poetului are de înfruntat inițial reticențele autorităților, prin caracterului subversiv al dramei, dar succesul la public va înfrânge orice opreliști. Datorită ideilor revoluționare din piesa Hoții, Schiller va fi numit în 1792 cetățean de onoare al Republicii Franceze. Schiller publică între timp și alte lucrări cu carater radical și este silit să emigreze în afara ducatului, fiind găzduit de un prieten din Thüringen. În anii 1783-1784 este numit poet al teatrului din Mannheim, unde a scris piesele sale Conjurația lui Fiesco, și Kabale und Liebe („Intrigă și iubire”), ultima reprezentată cu succes răsunător. În 1785 editează revista Rheinische Thalia și, sub impulsul unui elan plin de optimism, scrie poezia Zur Freude („Către bucurie”), care va fi transpusă muzical de Beethoven în finalul Simfoniei a IX-a, devenită imn al Uniunei Europene.
În 1787 se stabilește la Weimar, primind funcția de consilier la curtea marelui duce Karl August. Această ultimă perioadă a vieții sale este marcată de strânsa prietenie cu Johann Wolfgang von Goethe, o perioadă clasicistă. Caracteristică acesteia, drama Don Carlos etalează un limbaj mai stăpânit, ferit de exploziile verbale. Dați libertate gândirii, replica marchizului de Posa, sintetizează noul principiu călăuzitor al năvalnicului poet de odinioară.

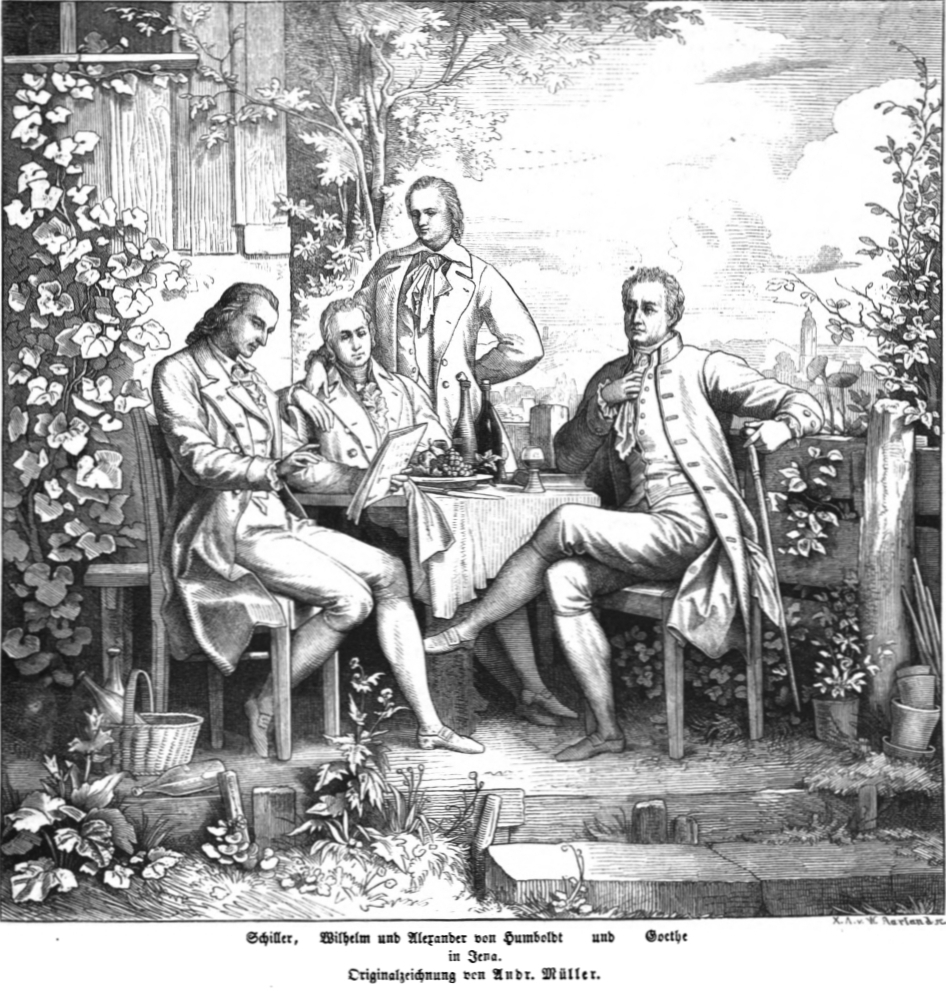
Schiller, Goethe și frații Humboldt la Jena

Teoretician al idealismului în estetică, Schiller atribuia artei, literaturii și teatrului un rol fundamental în emanciparea omului, vorbind despre „cel de al treilea imperiu vesel al jocului și aparențelor”. Această concepție este teoretizată în lucrarea Briefe über die ästhetische Erziehung des Menschen („Scrisori despre educația estetică a omului”, 1795). Este numit profesor la Universitatea din Jena (1789).
În 1790 s-a căsătorit cu Charlotte von Lengefeld, a muncit mult și s-a îmbolnăvit, devenind incapabil să-și desăvârșească proiectele literare. Ducele de Weimar îl salvează, asigurându-i o pensie.
În 1794 editează publicația Die Horen, unde va colabora și Goethe. Prietenia celor doi va rămâne unică în istoria literaturii. Individualitățile lor puternice se completau reciproc, spiritul speculativ, care pornea de la ideea de unitate, al lui Goethe și cel intuitiv, pornind de la varietate, al lui Schiller se întâlneau la jumătatea drumului, cum avea să scrie Schiller în studiul Über die naive und sentimentalische Dichtung („Despre poezia naivă și cea sentimentală”, 1796). La îndemnul lui Goethe, Schiller se întoarce - după zece ani de studii și publicistică - la poezie și dramă.
După 1799 apar dramele Wallenstein, Maria Stuart, Die Jungfrau von Orléans („Fecioara din Orléans”), Die Braut von Messina („Mireasa din Messina”), Wilhelm Tell.
În vara anului 1804 Schiller s-a îmbolnăvit din nou și a murit la Weimar, la 9 mai 1805. Alături de Hölderlin și Goethe, gravitați de Junele Novalis, Friedrich Schiller - poet al valorilor bunului-simț al popoarelor și universalului umanității - rămâne unul din marii clasici preromantici ai vitraliului național al Germaniei.
Din 1934 și până în prezent, Universitatea din Jena îi poartă numele. Monumente dedicate lui se pot găsi în majoritatea orașelor germanofone. De asemenea, un asteroid și un crater de pe Lună au primit numele său.

## Lucrări

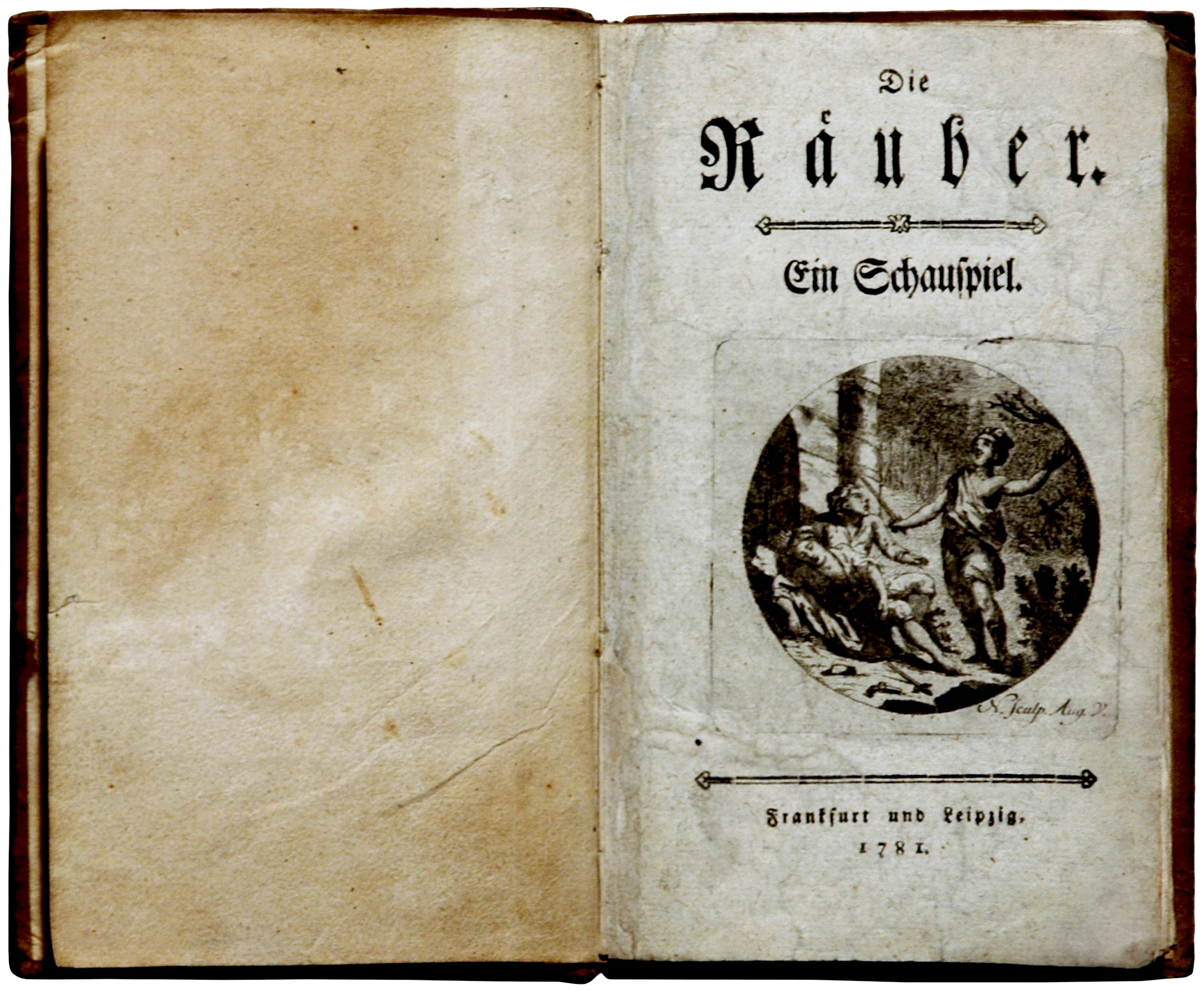
Die Räuber (Hoții) din 1781

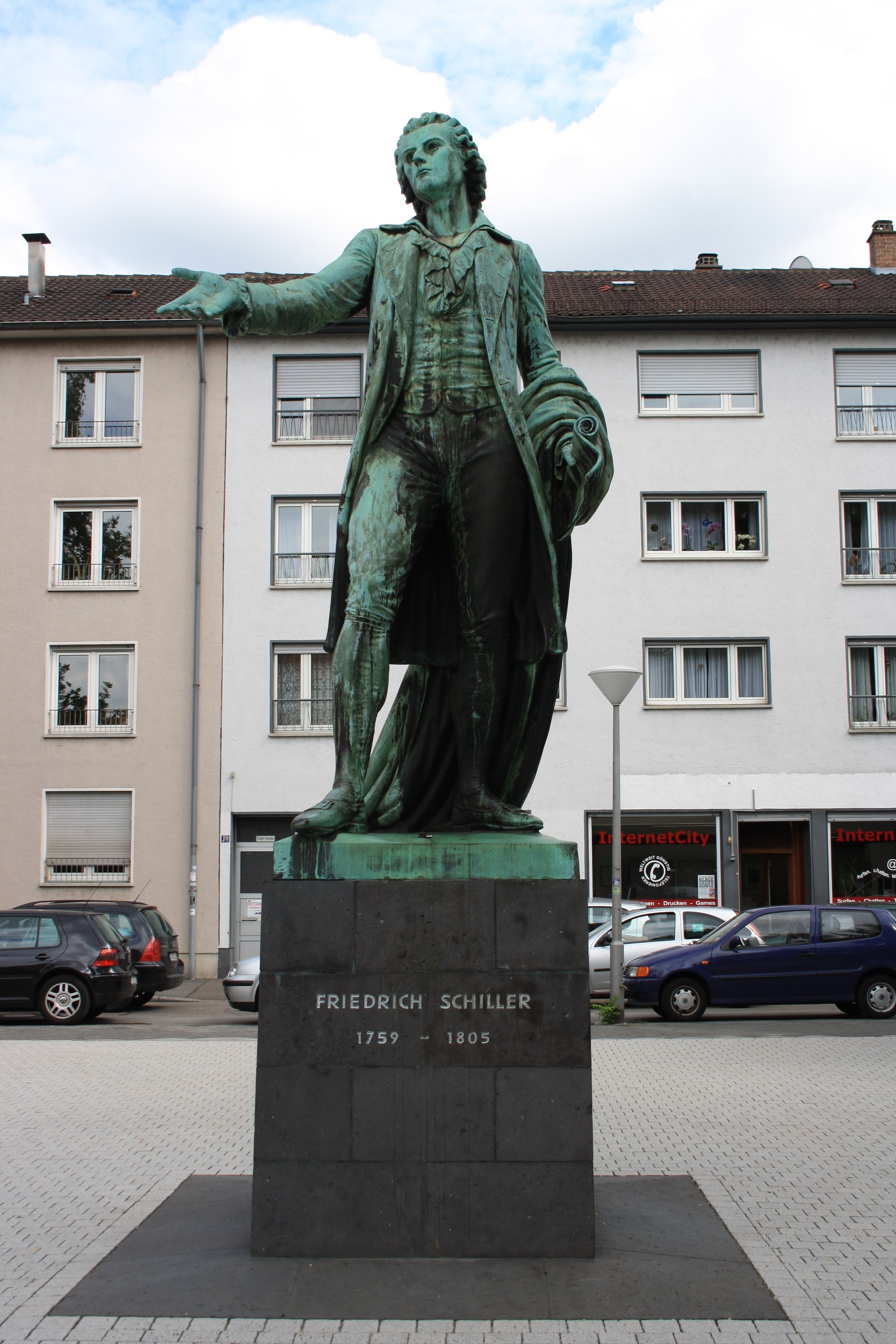
Monumentul lui Schiller la Mannheim

### Teatru[20]
- Hoții (Die Räuber, 1781)
- Conjurația lui Fiesco (la Genova) (Die Verschwörung des Fiesco zu Genua, 1783)
- Intrigă și iubire (Kabale und Liebe, 1784)
- Körners Vormittag (1787)
- Don Carlos (Don Karlos, 1787)
- Der versöhnte Menschenfeind (neterminat, 1790)
- Wallenstein-Trilogie (trilogia: Wallenstein, 1799)
- Maria Stuart (Maria Stuart, 1800)
- Fecioara din Orléans (Die Jungfrau von Orléans, 1801)
- Mireasa din Messina (1803, Die Braut von Messina)
- Wilhelm Tell (Wilhelm Tell, 1803-1804)

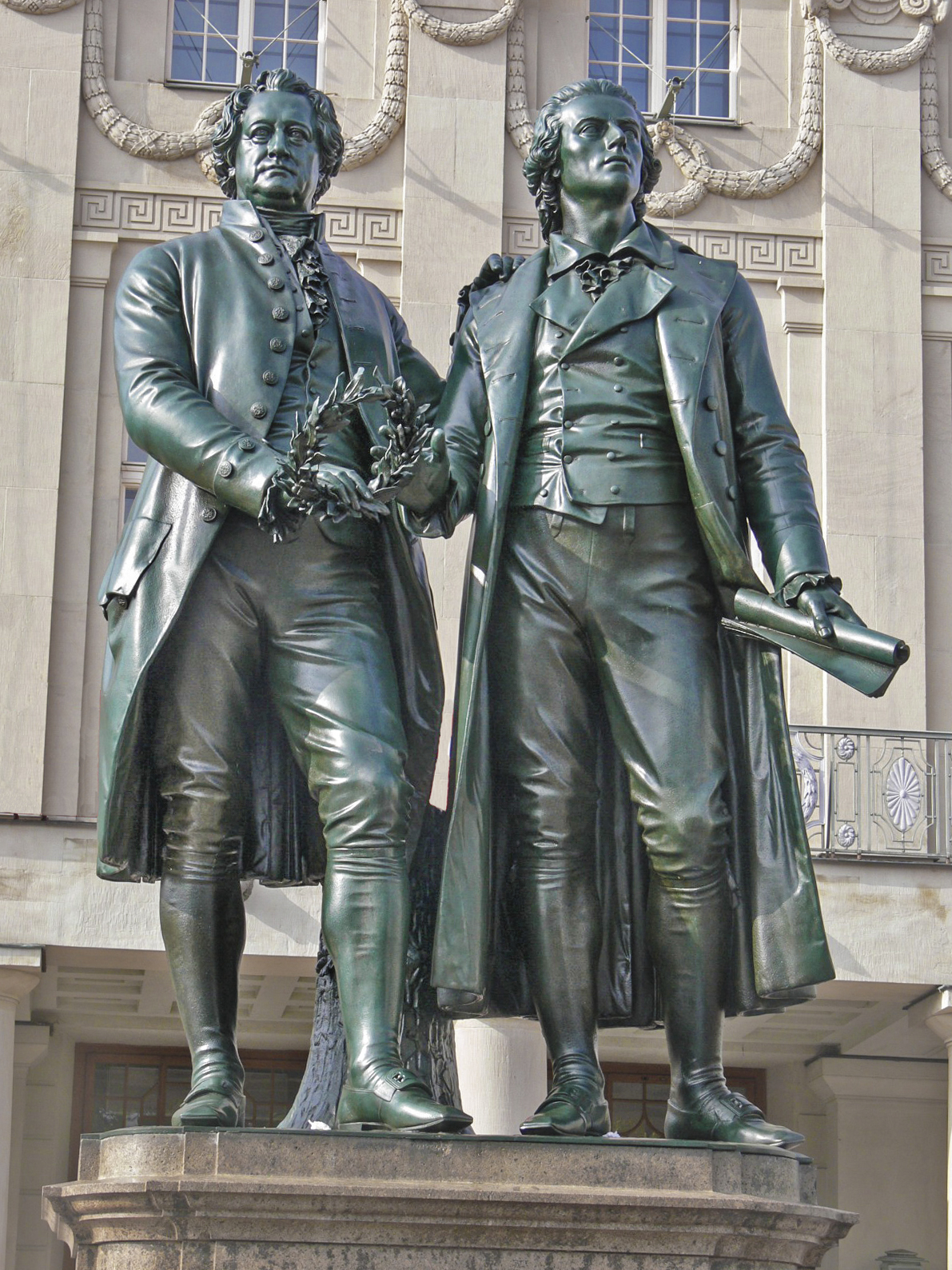
Monumentul Goethe-Schiller din Weimar (Großherzogliches Hoftheater)

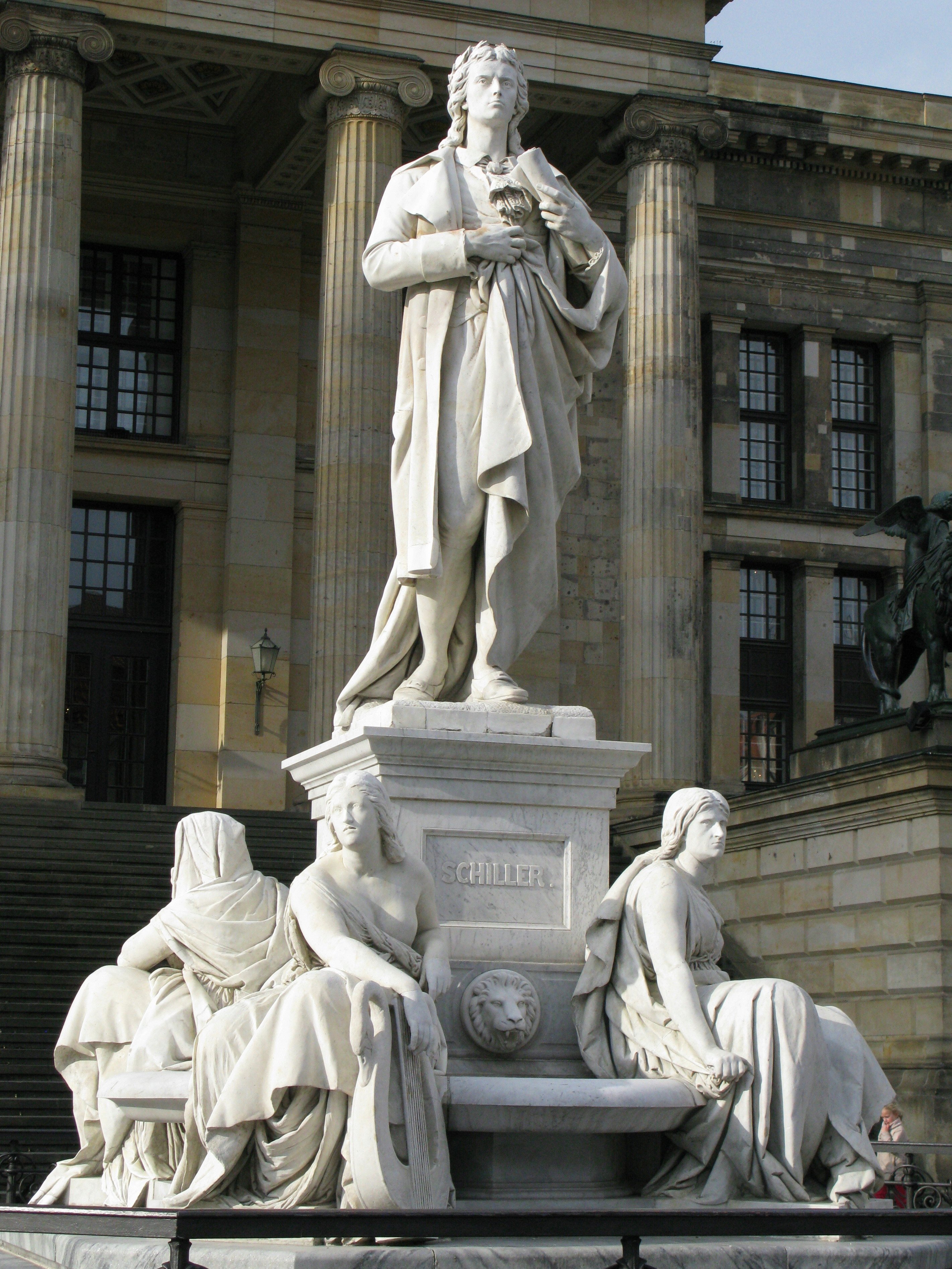
Monumentul Schiller din Berlin

- Die Huldigung der Künste (1804)
- Demetrius (neterminat, 1805)

### Poezie[21]
- Der Venuswagen (1781)
- An die Freude (1786, Către bucurie)
- Resignation (1786)
- Die Götter Griechenlandes (1788, 1800, Zeii Eladei)
- Hektors Abschied (1790)
- Das verschleierte Bild zu Sais (1795)
- Der Spaziergang (1795)
- Die Teilung der Erde (1795)
- Der Taucher (1797)
- Die Kraniche des Ibykus (1797, Cocorii lui Ibykos)
- Ritter Toggenburg (1797)
- Der Handschuh (1797)
- Der Gang nach dem Eisenhammer (1797)
- Der Ring des Polykrates (1797, Inelul lui Polykrates)
- Der Kampf mit dem Drachen (1798)
- Die Bürgschaft (1798)
- Das Lied von der Glocke (1799, Cântecul clopotului)
- Nänie (1800)
- Der Antritt des neuen Jahrhunderts (1800)

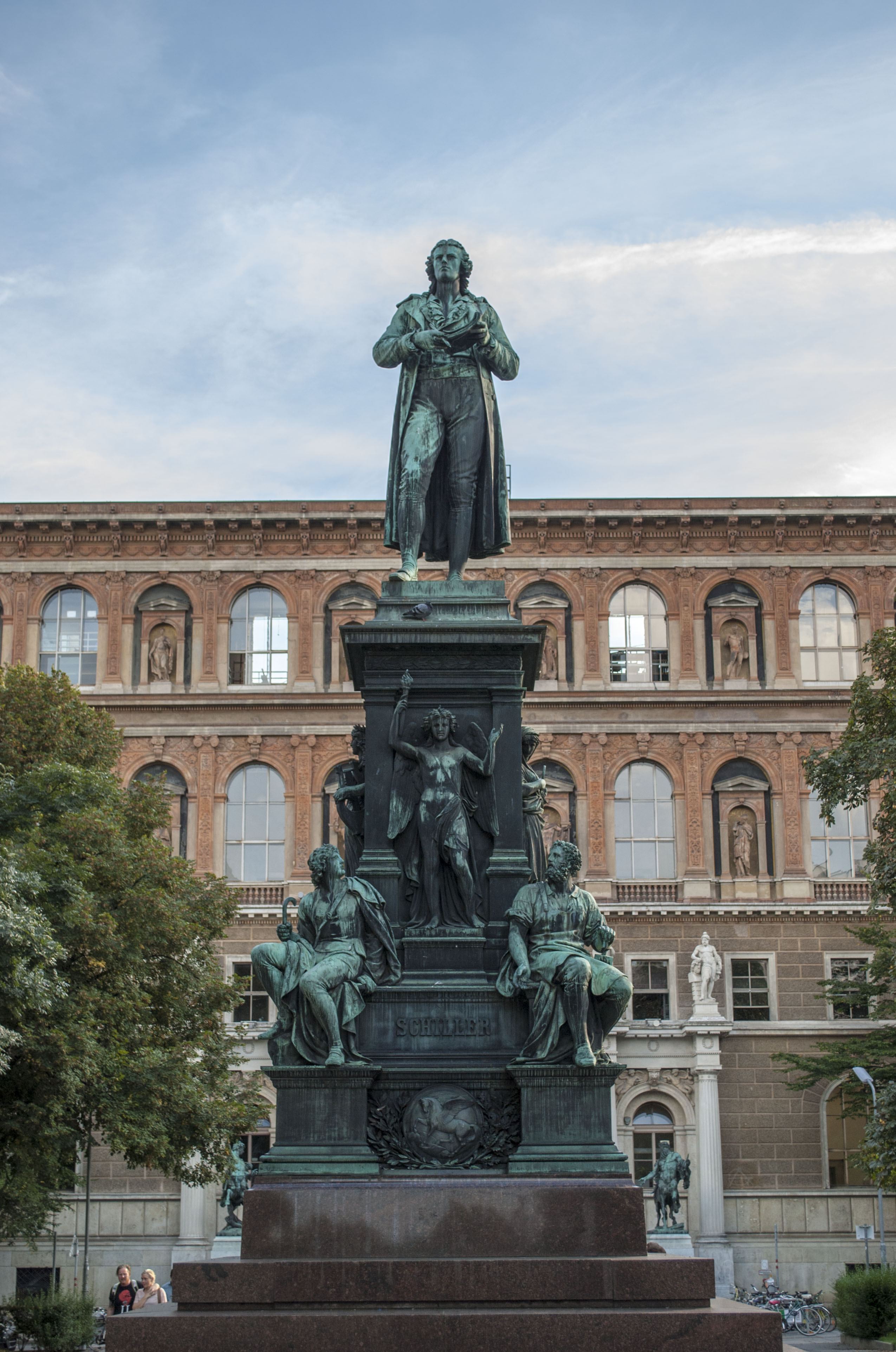
Monumentul lui Schiller din Viena, Austria

- Das Siegesfest (1803)

### Scrieri filosofice
- Philosophie der Physiologie (1779)
- Über den Zusammenhang der tierischen Natur des Menschen mit seiner geistigen (1780, Despre relația dintre natura animală și cea spirituală a omului)
- Über das gegenwärtige deutsche Theater (1782)
- Der Spaziergang unter den Linden (1782)
- Der Jüngling und der Greis (1782)
- Die Schaubühne als eine moralische Anstalt betrachtet (1784)
- Philosophische Briefe (1786)
- Über den Grund des Vergnügens an tragischen Gegenständen (1792)
- Über die tragische Kunst (1792)
- Augustenburger Briefe (1793)
- Über Anmut und Würde (1793, Despre grație și demnitate)
- Kallias-Briefe (1793)
- Über die ästhetische Erziehung des Menschen (1795, Scrisori despre educația estetică a omului)
- Über naive und sentimentalische Dichtung (1795, Despre poezia naivă și sentimentală)
- Über den Dilettantismus (1799; cu Johann Wolfgang von Goethe)

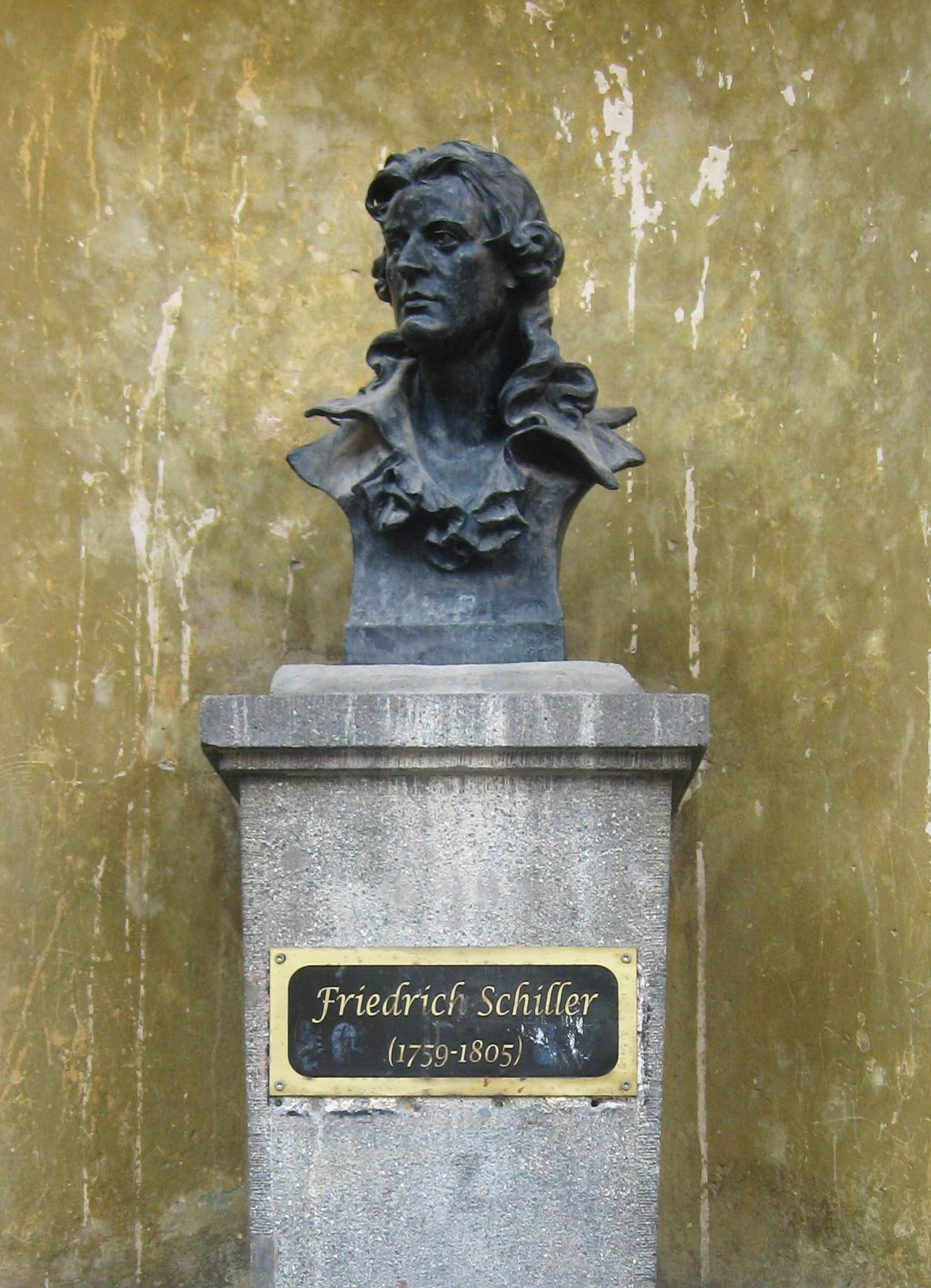
Bustul lui Schiller din Sibiu

- Bustul lui Schiller din SibiuÜber das Erhabene (1801)

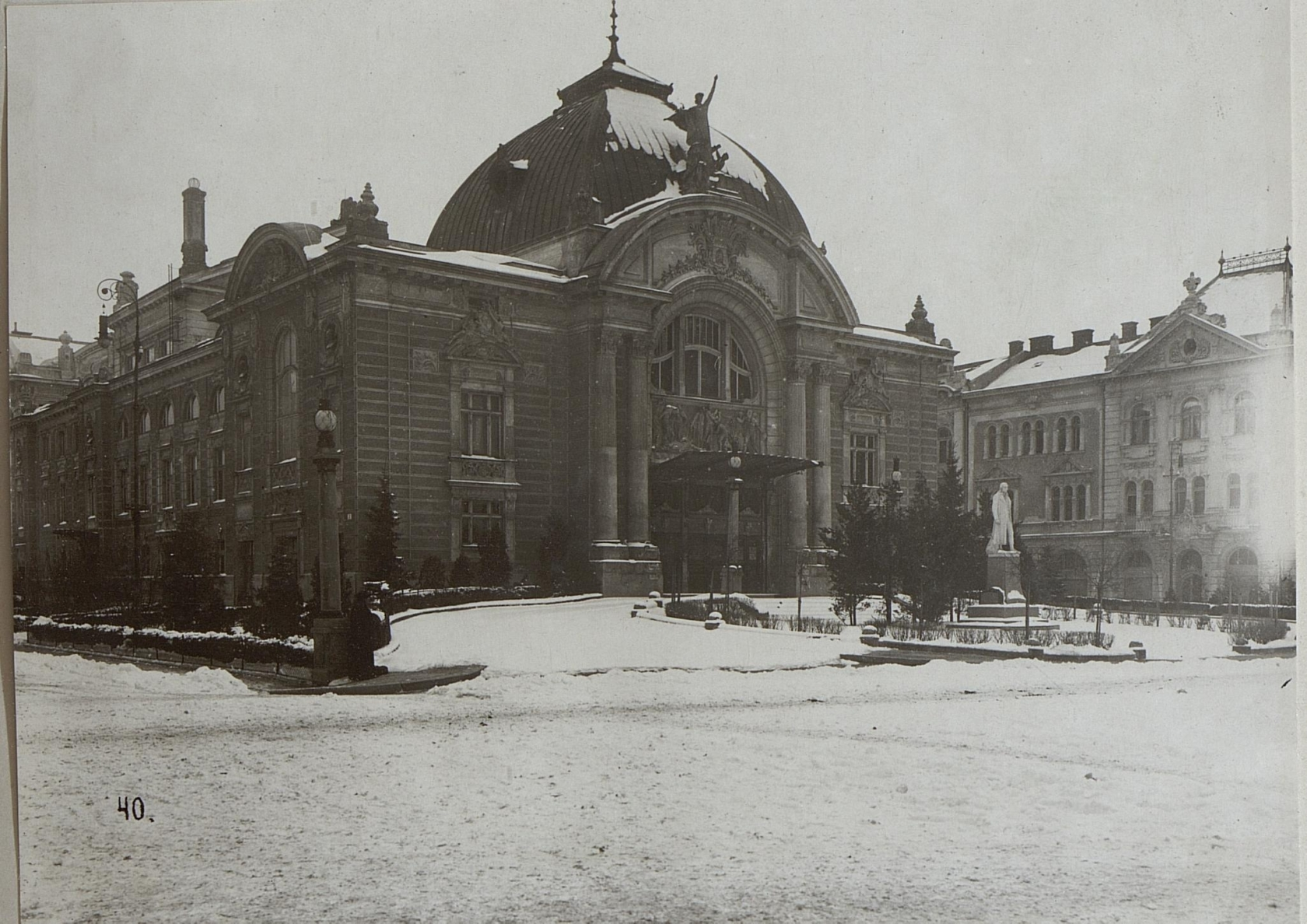
Monumentul lui Schiller și teatrul care purta numele acestuia din Cernăuți (1917)

### Studii istorice
- Geschichte des Abfalls der vereinigten Niederlande von der spanischen Regierung (1788, Istoria descătușării Țărilor de Jos reunite, de sub stăpânirea spaniolă)
- Was heißt und zu welchem Ende studiert man Universalgeschichte? (1789)
- Geschichte des Dreißigjährigen Kriegs (1790, Istoria războiului de treizeci de ani)